# Thermoplasmatota
A Thermoplasmatota (korábban TMEG vagy Diaforarchaea) az archeák egyik törzse az Euryarchaeota országban. Nevét a Thermoplasma nemzetségről kapta. Diaforarchaea néven főosztály volt.

## Történet
Eredetileg metagenomikai klónok alapján írták le dél-afrikai aranybányákban, később kimutatták, hogy önálló taxonómiai kládot alkotnak. Anyagcseréjéről az előrejelzéseket eleinte egy genomja, a mély anoxiás tőzegrétegek metagenomjából származó TMEG-bg1 alapján tették. Eszerint zsírsavakat oxidálhatott annak anaerob légzéssel való összekapcsolásával vagy metanogénekkel való szintróf kölcsönhatással.
A Poseidonialest korábban II., a Pontarchaeát III. tengeri csoportnak nevezték.
2022-ben azonosították Sheridan et al. a Lutacidiplasmatales rendet, a „Luti” és az „acidi” részek a savas talajban való gyakoriságra, a „plasma” a Thermoplasmatotával való rokonságra utal. Ugyanez évben igazolták Zhang et al., hogy a Yaplasmales a Thermoplasmatota rendje.

## Élőhely
Számos niche-ben és környezetben megtalálható, például Lutacidiplasmatales szárazföldön gyakori fajokat tartalmaz, más rendek megtalálhatók például dél-afrikai aranybányákban.
Közös ősük termofil volt, több fajuk később egymástól függetlenül, a Thermoplasmatota diverzitásának növekedésekor mezofil lett. Emellett poliextremofil fajai vannak például a Nagy-sóstóban.

## Életmód
Aerob sejtlégzésre képes, vagyis aerob és fakultatív anaerob fajokkal rendelkezik, noha 2022-ig a TMEG-bg1 alapján készült tanulmányok szerint hosszú láncú zsírsavakat és szulfitot bontó anaerob fajokból áll, melyek hidrogén-szulfidot állítanak elő.
Az Angelarchaeales elágazóláncúketosavdehidrogenáz-komplexszel rendelkezik, lehetővé téve az elágazó láncú aminosavak acetil- és propionil-CoA-ra bontását. Előbbit egy glioxilátsönt használja fel.
Egyes fajai a fordított citromsavciklus révén autotrófok lehetnek.
Mennyiségük a [SO2−4] értékével pozitívan, a pH-val negatívan korrelál.

## Genetika
A Lutacidiplasmatales genomjai alapján feltehetően konvergens evolúcióval és törzsön belüli horizontális géntranszferrel jelent meg a törzsben az aerob légzés, a glikolízis és a savtolerancia. Rendelkezik savtoleráns V/A-ATPázzal.
Fajaiban a GC-tartalom a Lutacidiplasmatales, a Methanomassiliicoccales, a Gimiplasmatales és a Lunaplasmatales és az SG8-5 rend evolúciójának kezdetén nőtt.
Számos faja rendelkezik tioszulfát-kén-transzferázzal és szulfit-oxidázzal vagy szulfit-reduktázzal.:8. kiegészítő táblázat Az aerob és mikroaerob légzés, a savtoleráns V-ATPáz és arginin-deimináz, a Wood–Ljungdahl-út, a metanogenezis, a RuBisCo és a glikolízis egymástól függetlenül többször megjelentek.:4. ábra A Thermoplasmatalesben csak a Ferroplasma, az Acidiplasma és a Picrophilus rendelkeznek a hagyományostól eltérő IV. sejtlégzési komplexszel, melyben coxAC van, míg a Poseidoniales a baktériumokéhoz hasonlóbb szekvenciájú coxA-val rendelkezik a többi archeáénál, így feltehetően önállóan szerezte baktériumtól. A citokróm c-oxidázt legalább 3 különböző úton szerezte a Thermoplasmatota. A doménközi különbségek ellenére a Thermoplasmatota coxA génjei mind a D- és K-csatornás hem-réz-oxigén-reduktázok A1 családjába tartoznak.
Feltehetően nincs kemotaxissal összefüggő rendszerük.
A heterodiszulfid-reduktáz, D alegység (HdrD) diverzitása a Thermoplasmatotában az egyik legnagyobb, közeli rokona a Methanonatronarchaeia HdrD-csoportja.

## Filogenetika
120 genom alapján az Archaeoglobalestől vált külön, és a Lutacidiplasmatales testvérkládja névtelen nemzetségekből álló névtelen rendekből áll.:2. ábra

## Jelentőség

### Evolúciómodellezés
A Thermoplasmatota az archeák fejlődésének és ellentétes környezeteihez való adaptációjának modellezésére használható számos élőhelye és anyagcseretípusa miatt.

### Egészségügy
Az emésztőrendszeri archeomban gyakori, legalább 14 kládja előfordul. Leggyakoribb képviselői a Methanomassiliicoccaceae fajai, de Methanomethylophilaceae-fajok is előfordulnak. E két klád ritkán fordul elő együtt.
Az antibiotikumrezisztencia-gének egyik leggyakoribb hordozója kínai meddőkben és bányatóüledékekben, leggyakrabban tetraciklin- és bacitracinrezisztencia-géneket hordoz.

### Biogeokémia
Diamond et al. 2019-ben találtak feltételezett amoA/pmoA-homológokat 7 mediterrán talajból származó Thermoplasmatota-genomban, és 2022-ben igazolták, hogy az Angelarchaeales réz-membrán-monooxigenázokat (CuMMO) tartalmaz. Ezek a szén- és nitrogénciklusban fontosak, mivel az aerob ammónia- és egyszerűszénhidrogén-oxidáció első lépését hajtják végre. A CuMMO-k szerkezete jobban hasonlít a Nitrososphaeraleséire, mint a baktériumokéira, és a monooxigenázaktivitáshoz szükséges minden csoport jelen van bennük. A kék rézfehérjék (BCP) gyakoribbak a CuMMO-tartalmú archeákban, melyek a hidroxilamint nitritté oxidálják.
A Yaplasmales a mélytengeri üledékekben a szerves vegyületek ciklusában vesz részt, és alkil-szukcinát-szintázzal alkánokat bont. 3 kládja közül az A feltehetően mixotróf teljes Wood–Ljungdahl-útja és aromás- és szerveshalogénvegyület-bontó feltételezett génjei alapján, míg a B és a C valószínűleg heterotróf, és spermidint, putreszcint és aromás vegyületeket bonthat.

### Műanyagbontás
Egyes fajai PETázzal és polihidroxivajsav-depolimerázzal (PHB-depolimeráz) rendelkezhetnek metagenomból összeállított genomok (MAG) alapján.